# جوان جونسون
جوان جونسون (بالإنجليزية: Joanne Johnson)‏ هي جيولوجية بريطانية، ولدت في 1977 في برمنغهام في المملكة المتحدة.